# 阿蒂卡 (堪薩斯州)
阿蒂卡（英語：Attica）是一個位於美國堪薩斯州哈珀縣的城市。

## 地方資料
根據2020年美國人口普查的數據，阿蒂卡的面積為1.64平方千米，當中陸地面積為1.64平方千米，而水域面積為0.00平方千米。當地共有人口516人，而人口密度為每平方千米314.63人。